# Wohnhaus Rohrstraße 45
Das Wohnhaus Rohrstraße 45 in Bremen-Vegesack, Ortsteil Vegesack, stammt von 1891. 
Das Gebäude steht seit 1978 unter Bremischem Denkmalschutz.

## Geschichte
Das zweigeschossige verklinkerte historisierende Wohnhaus im Stil der Gründerzeit mit dem klassizistischen Dachhaus und den vier seltenen allegorischen griechischen Streitwagen als Sgraffito-Darstellungen in den Brüstungsfeldern des Obergeschosses, wurde 1891 gebaut. Es dient heute als Wohn- und Geschäftshaus.